# Nihat Altınkaya
Nihat Alptuğ Altınkaya (Karabük, 28 de setembro de 1979) é um atleta profissional, modelo e ator.

## Filmografia
| Filmes    | Filmes               | Filmes                |
| Ano       | Título               | Papel                 |
| --------- | -------------------- | --------------------- |
| 2010      | En Mutlu Olduğum Yer | Kemal                 |
| 2010      | Turquaze             | Ediz Telhan           |
| 2009      | Aşk Üçgeni           |                       |
| Televisão |                      |                       |
| 2019      | Elimi Bırakma        | Barış Yaman           |
| 2017-2019 | Söz                  | Yarbay Erdem Kaçmaz   |
| 2016      | Yüksek Sosyete       | Avukat Levent Karatay |
| 2015      | Kara Ekmek           | Aslan                 |
| 2015      | Medcezir             | Kaan Mavideniz        |
| 2014-2015 | Kara Para Aşk        | Serhat                |
| 2013      | Karadayı             | Sinan Koca            |
| 2013      | Tozlu Yollar         | Fikret                |
| 2010-2011 | Unutulmaz            | Aras                  |
| 2009-2010 | Kahramanlar          | İtfaiyeci Mete        |
| 2009      | Yaprak Dökümü        | Levent Tuncel         |
| 2009      | Dudaktan Kalbe       | Aktör Umut Altuğ      |
| 2007      | Kurtlar Vadisi Pusu  | Memati'nin adamı      |
| 2007      | Menekşe ile Halil    | Tetikçi Semih         |
| 2006      | Binbir Gece          | Fuat                  |